# Flugplatz Neustadt-Glewe

i7
i11
i13
Der Flugplatz Neustadt-Glewe (ICAO-Code: EDAN) ist ein Verkehrslandeplatz im Landkreis Ludwigslust-Parchim. Er ist für Segelflugzeuge, Motorsegler, Ultraleichtflugzeuge und Motorflugzeuge mit einem Höchstabfluggewicht bis zu 5,7 Tonnen zugelassen.

## Geschichte
Der in den 1930er Jahren gebaute Rasen-Flugplatz erreichte im Jahr 1938 eine Größe von 1200 mal 750 Meter. Er diente verschiedenen Flugzeugführerschulen der Deutschen Luftwaffe als Übungsplatz, so ab 1944 der FFS A72 als Satellitenplatz neben Güstrow und Sülte. Verschiedene Infrastrukturbauten des Flugbetriebes sind aus dieser Zeit noch teilweise erhalten. In der DDR war ab 1953 die Gesellschaft für Sport und Technik der Nutzer des Platzes, es entstand ein Bezirksausbildungszentrum der Nordbezirke Rostock, Schwerin und Neubrandenburg mit den Sektionen für Segelflug und Fallschirmspringen. Ab 1991 wurde ein Sonderflugplatz eingerichtet. Ab 9. Februar 1995 wurde der Platz als Verkehrslandeplatz zugelassen.

## Zwischenfälle
- Am 14. August 1999 versuchte ein Pilot mit einer Moravan Z-42MU, Ballone mit circa einem Meter Durchmesser zu treffen. Dabei kam das Flugzeug zu tief und berührte den Boden. Der Pilot wurde bei dem Unfall getötet.[2]

- Am 16. September 2009 wollte ein 68-jähriger Besitzer eines Ultraleichtflugzeugs vom Typ Trener Baby, einem Nachbau einer Zlín Z-226, das er instand gesetzt hatte, Rollversuche durchführen, um die Leistung des Triebwerks zu prüfen. Das Flugzeug war zu diesem Zeitpunkt mehrere Jahre nicht mehr betrieben worden. Der Flugleiter genehmigte die Rollversuche, untersagte jedoch jeden Flugversuch. Der Pilot startet dennoch. In einer Höhe von circa fünfzig Metern drehte er zunächst nach rechts. Kurz danach kippte das Flugzeug über die linke Tragfläche ab, prallte auf dem Boden auf und geriet in Brand. Der Pilot wurde dabei tödlich verletzt.[3]

- Am 8. April 2013 kehrte ein 62-jähriger Flugschüler mit einer Comco Ikarus C42 von einem Soloflug vom Flugplatz Müritz Airpark zurück. Bei der Landung am Flugplatz Neustadt-Glewe sprang das Flugzeug nach dem Aufsetzen wenige Zentimeter wieder in die Luft und geriet in eine Linkskurve mit geringer Schräglage und geringem Steigwinkel. Nach einer Kurve von fast 180 Grad kippte das Flugzeug auf einer Höhe von circa zwanzig Metern über die linke Tragfläche ab und stürzte in eine Flugzeughalle. Der Pilot wurde tödlich verletzt und das Fluggerät wurde zerstört.[4]

## Vereine am Platz
- Hamburger Drachen- und Gleitschirmflieger e. V.
- Segelfliegerclub Neustadt-Glewe e. V.
- Fallschirmsportclub Mecklenburg e. V.
- Ultraleichtfliegergruppe Neustadt-Glewe
- Motorflugverein Neustädter Adler e. V.
- Modellflugclub Neustadt-Glewe e. V.
- Aeroclub Aviators e. V.
- Verein für historische Luftfahrzeuge e. V.